# 阿塞科
阿塞科（Aseko）是埃塞俄比亞中部奧羅米亞州阿爾西地區的小鎮，座標8°31′N 40°2′E / 8.517°N 40.033°E。鎮中沒有電話服務和電力供應。根據埃塞俄比亞中央統計局2005年人口普查的資料，阿塞科人口約1,961，其中男性968人，女性993人。